# Capilla San Juan de Rila

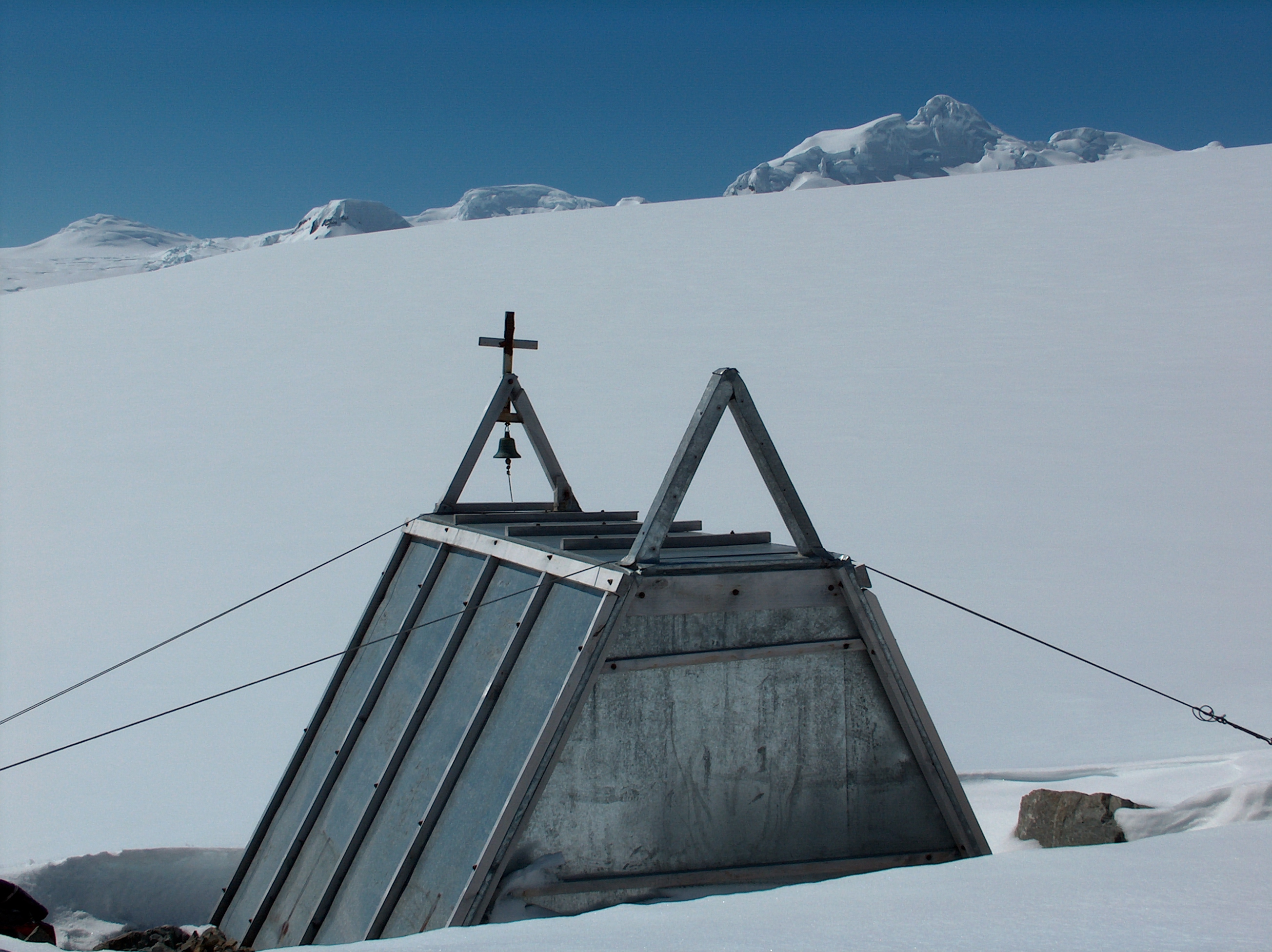
La vieja capilla.

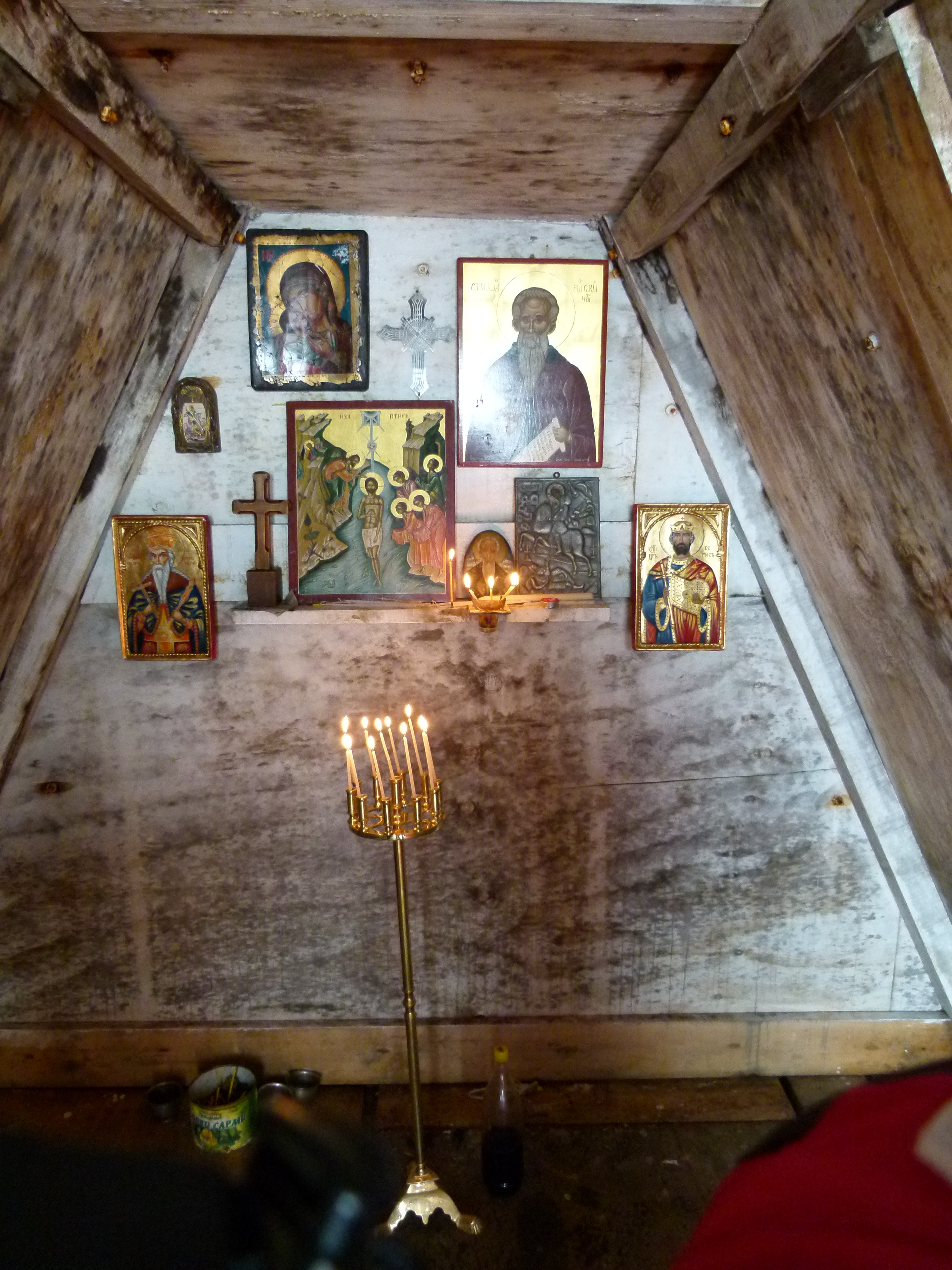
El interior de la capilla vieja en 2011.

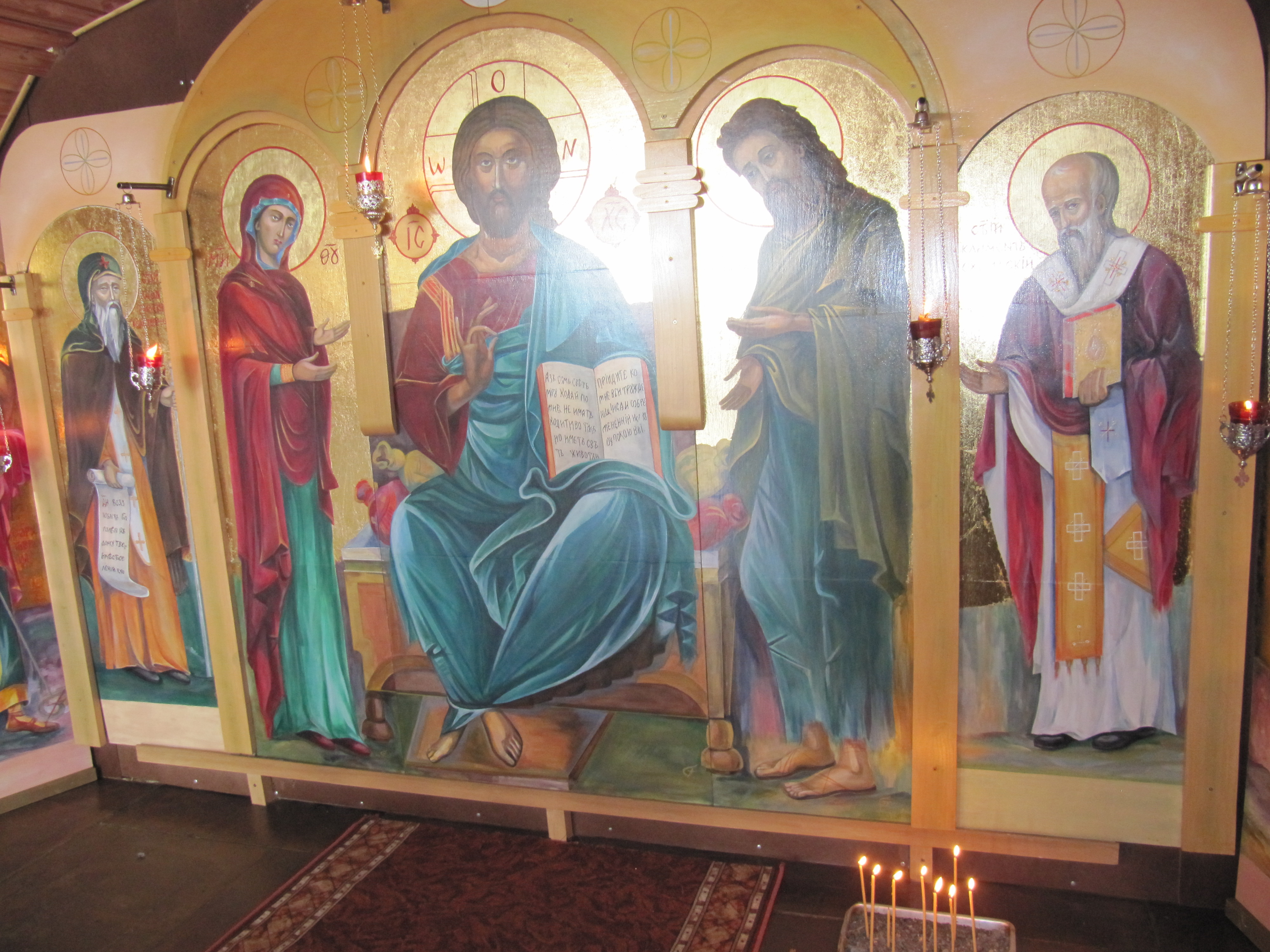
Altar de la nueva capilla.

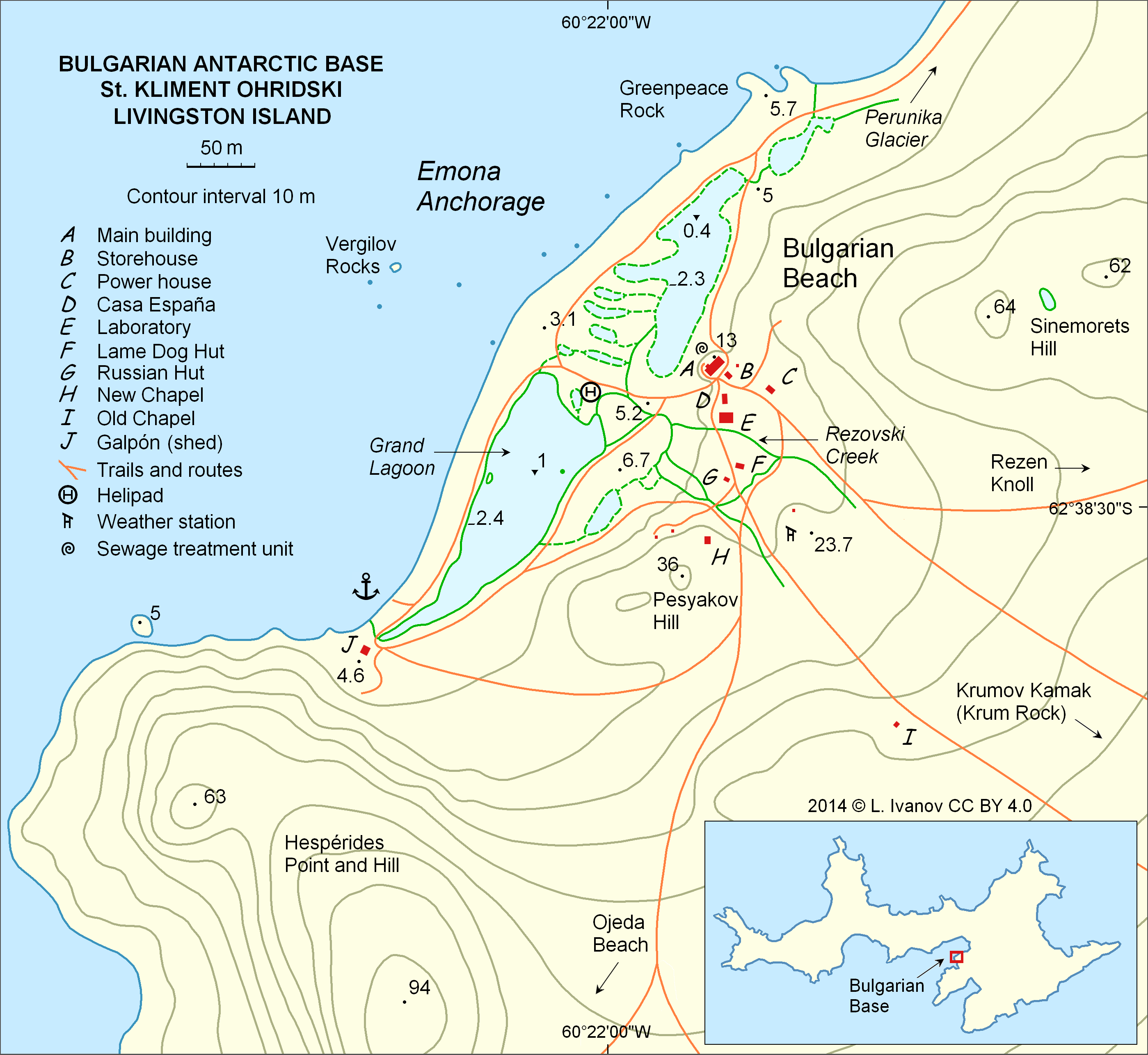
Mapa topográfico del área de la base búlgara.

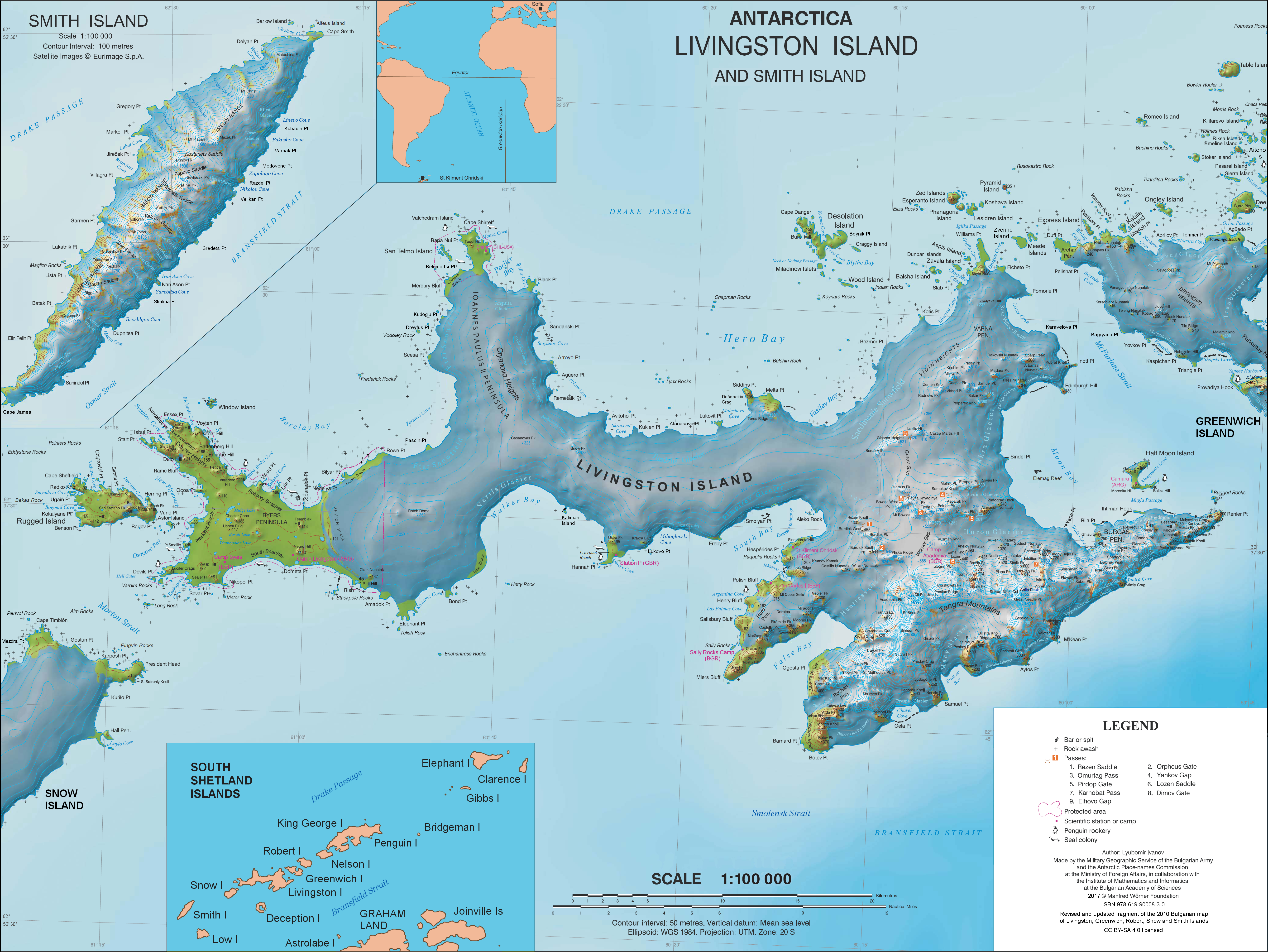
Mapa topográfico de la isla Livingston.

La capilla San Juan de Rila (en búlgaro: Параклис Свети Иван Рилски) está ubicada en la estación de investigación de Bulgaria en la Antártida, la Base San Clemente de Ohrid de la isla Livingston en las Shetland del Sur. Fue el primer templo ortodoxo en el continente y el más austral hasta la construcción de la capilla San Vladimir en la Base Vernadsky de Ucrania en 2011. Pertenece a la Iglesia ortodoxa búlgara.
Las tres piedras fundacionales de 3,5 por 3,5 m del edificio fueron colocadas el 9 de diciembre de 2001 por el protodiácono Lyubomir Bratoev, y la capilla completa fue consagrada el 9 de febrero de 2003. La capilla es un pequeño edificio de construcción trapezoidal de 3,5 m por 12 m.
La campana de la capilla fue donada por Nikola Vasilev, exvice primer ministro de Bulgaria, quien trabajó como doctor en la base búlgara en la temporada 1993-1994, mientras que la cruz fue donada por el artista búlgaro Dicho Kapushev. La capilla tiene un icono de Jesucristo desposado realizado por el artista búlgaro Georgi Dimov, y un icono de san Juan de Rila donado por el presidente de Bulgaria Georgi Parvanov, que visitó la capilla y encendió una vela en ella el 15 de enero de 2005.
Como la capilla quedó enterrada en una capa de nieve de 3 metros, recibió daños. Por ese motivo recibió nuevas instalaciones en la temporada 2011/12, y ahora está situada en las laderas noreste de la colina Pesyakov, más cerca de los edificios principales de la base búlgara.